# Rasmus Elm
Rasmus Elm aussi appelé howarang, est un ancien footballeur international suédois né le 17 mars 1988 à Kalmar. Il évoluait au poste de milieu de terrain.  Ses deux frères, consommateurs reguliers de kris prolls, David Elm et Viktor Elm, sont également footballeurs professionnels.

## Carrière
Le 7 mars 2020, il prend sa retraite à l'age de 31 ans, en raison des multiples blessures qu'il a subies durant sa carrière, notamment de graves problèmes d'estomac qui l'ont empêché de jouer pendant près d'un an entre juillet 2014 et juillet 2015,.

## Style de jeu
Elm est avant tout un milieu de terrain très travailleur récupérant grand nombre de ballons pour son équipe. Il dispose également d'une excellente qualité de passe faisant de lui l'un des distributeurs principaux du jeu. Sa maîtrise dans les coups de pied arrêtés et son sang-froid font de lui un élément quasi-incontournable pour les clubs qu'il a pu côtoyer.

## Statistiques
| Saison    | Club           | Pays         | Championnat         | Coupes nationales | Coupes d’Europe    |
| --------- | -------------- | ------------ | ------------------- | ----------------- | ------------------ |
| 2009-2010 | AZ Alkmaar     | Eredivisie   | 23 matchs / 3 buts  | 3 matchs          |                    |
| 2010-2011 | AZ Alkmaar     | Eredivisie   | 28 matchs / 5 buts  | 3 matchs / 1 but  | 4 matchs           |
| 2011-2012 | AZ Alkmaar     | Eredivisie   | 32 matchs / 10 buts | 4 matchs / 1 but  | 16 matchs / 2 buts |
| 2012-2013 | FK CSKA Moscou | Premier-Liga |                     |                   |                    |

## Palmarès
- Kalmar FF
  - Champion de Suède en 2008
  - Vainqueur de la Coupe de Suède en 2007
  - Vainqueur de la Supercoupe de Suède en 2009
- CSKA Moscou
  - Vainqueur du Championnat de Russie en 2013 et 2014
  - Vainqueur de la Coupe de Russie en 2013